# Risto Vidaković
Risto Vidaković (in serbo Pиcтo Bидaкoвић?; Šekovići, 5 gennaio 1969) è un allenatore di calcio ed ex calciatore serbo.

## Carriera

### Giocatore
Debutta da professionista nel 1987 con l'FK Sarajevo, dove rimane per cinque stagioni, diventando una delle bandiere della squadra bosniaca.
All'inizio del campionato 1992-1993 passa alla Stella Rossa di Belgrado con cui vince la Coppa di Jugoslavia 1993.
Nell'estate del 1994 si trasferisce nella Primera División, al Betis Siviglia, dove rimane, con l'eccezione di sei mesi nel 1997, quando ritorna all'FK Sarajevo, fino al termine della stagione 1999-2000.
Passa quindi all'Osasuna, e alla Polideportivo Ejido dove chiude la carriera.

### Allenatore
Appese le scarpette al chiodo, diventa vice-allenatore di Javier Clemente alla guida della Nazionale serba, seguendolo anche al Real Murcia dal marzo 2008 fino all'esonero avvenuto nel dicembre dello stesso anno.
Dall'estate del 2009 allena l'Écija Balompié, in Segunda División B, terzo livello del campionato spagnolo.
Ha iniziato la stagione 2010-11 sulla panchina del Cadice, appena retrocesso dalla Segunda División.  L'obiettivo della società gaditana era la promozione, ma la squadra ha iniziato il campionato discretamente per poi giungere già a novembre a cinque sconfitte, l'ultima delle quali in casa e contro una squadra modesta, il Lorca. Il consiglio direttivo ha quindi licenziato l'allenatore serbo il 15 novembre 2010.

## Palmarès

### Giocatore

#### Competizioni nazionali
- Coppa di Jugoslavia: 1

Stella Rossa: 1992-1993

### Allenatore

#### Competizioni nazionali
- Philippines Football League: 3

Ceres-Negros: 2017, 2018, 2019